# Psammisia columbiensis
Psammisia columbiensis är en ljungväxtart som beskrevs av Hørold. Psammisia columbiensis ingår i släktet Psammisia och familjen ljungväxter. Inga underarter finns listade i Catalogue of Life.